# Клонув
Клонув (пол. Kłonów) — село в Польщі, у гміні Гузд Радомського повіту Мазовецького воєводства.
Населення — 374 особи (2011).
У 1975-1998 роках село належало до Радомського воєводства.

## Демографія
Демографічна структура станом на 31 березня 2011 року:
|          | Загалом | Допрацездатний вік | Працездатний вік | Постпрацездатний вік |
| -------- | ------- | ------------------ | ---------------- | -------------------- |
| Чоловіки | 192     | 43                 | 131              | 18                   |
| Жінки    | 182     | 33                 | 105              | 44                   |
| Разом    | 374     | 76                 | 236              | 62                   |